# Suuri Merkjärvi
Suuri Merkjärvi och Pieni Merkjärvi är sjöar i Finland. De ligger i kommunen Fredrikshamn i landskapet Kymmenedalen, i den södra delen av landet, 130 km öster om huvudstaden Helsingfors. Suuri Merkjärvi ligger 39,9 meter över havet. I omgivningarna runt Suuri Merkjärvi växer i huvudsak barrskog. Arean är 73,5 hektar och strandlinjen är 6,32 kilometer lång. Sjön  ingår i Vehkajokis huvudavrinningsområde. 